# Sebinata
Sebinata, Sebnata o Sibnata (in croato: Šipnata) è un isolotto disabitato della Croazia situato nel mare Adriatico a sud-ovest di Vergada; fa parte dell'arcipelago zaratino. Amministrativamente appartiene al comune di Poschiane, nella regione zaratina.

## Geografia
Sebinata si trova nelle acque del mare di Morter (Murtersko more), circa 600 m a sud-ovest di Vergada. Dista inoltre 7,2 km dalla costa dalmata. L'isolotto, a forma di goccia rovesciata, ha circa 460 m di lunghezza; ha una superficie di 0,085 km², una costa lunga 1,14 km e un'altezza massima di 22,7 m.

### Isole adiacenti
- Obun (Obun), a nord-ovest.
- Vergada (Vrgada), a nord-est.
- Rachita[3][4][5] (Rakita), scoglio rotondo (70 m circa di diametro[2]) 760 m[2] a sud-est; ha un'area di 0,004 km²[7] e la costa lunga 232 m[7] 43°50′37″N 15°29′44″E.
- Obrovagno[3] o Obrovagn[4][5][6] (Obrovanj), misura 270 m di lunghezza, ha un'area di 0,04 km²[7], una costa lunga 751 m[7] ed è alto 10,2 m[2]. Si trova a sud-est, a circa 960 m, e dista 360 m[2] dalla costa sud di Vergada 43°50′30″N 15°29′53″E.

### Cartografia
- (HR) Mappa topografica della Croazia 1:25000, su preglednik.arkod.hr. URL consultato l'8 settembre 2017.
- G. Giani, Carta prospettiva delle Comuni censuarie della Dalmazia, foglio 6, 1839. Fondo Miscellanea cartografica catastale, Archivio di Stato di Trieste.
- Carta di cabottaggio del mare Adriatico, foglio VII, Milano, Istituto geografico militare, 1822-1824. URL consultato l'8 settembre 2017 (archiviato dall'url originale il 13 aprile 2013).